# Carsharing

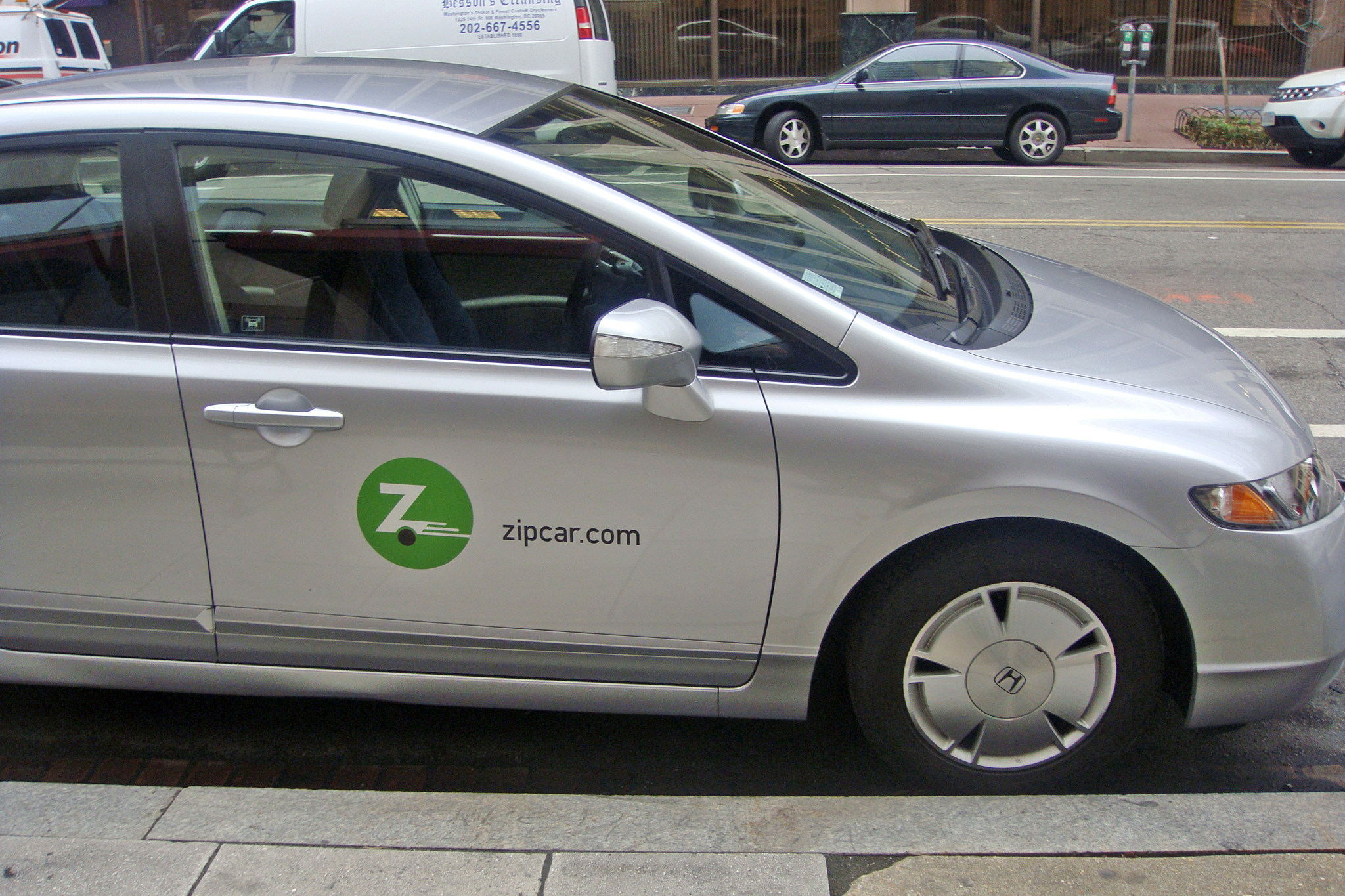
Veículo da Zipcar em Washington, D.C., Estados Unidos.

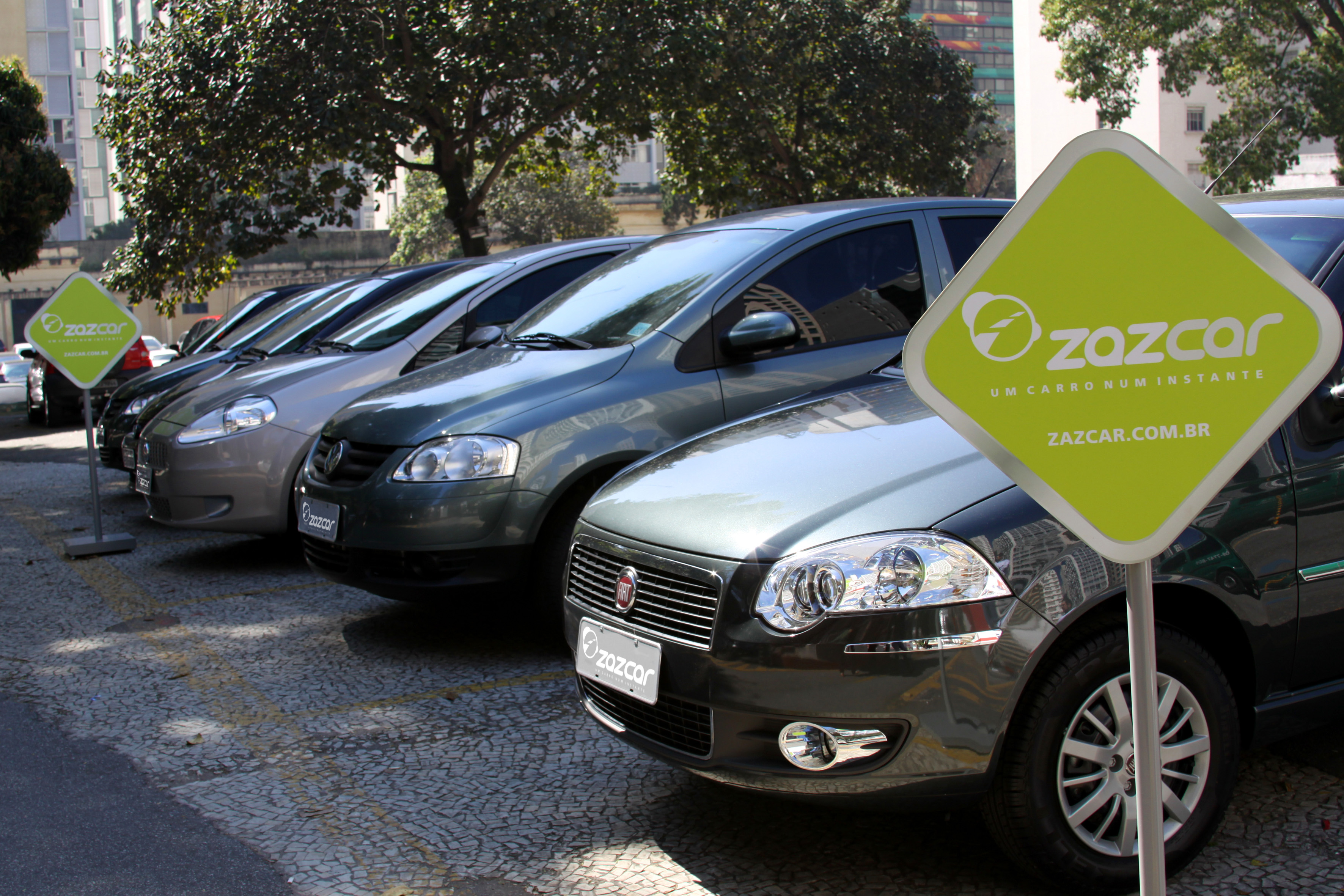
Carros da Zazcar em um estacionamento, São Paulo.

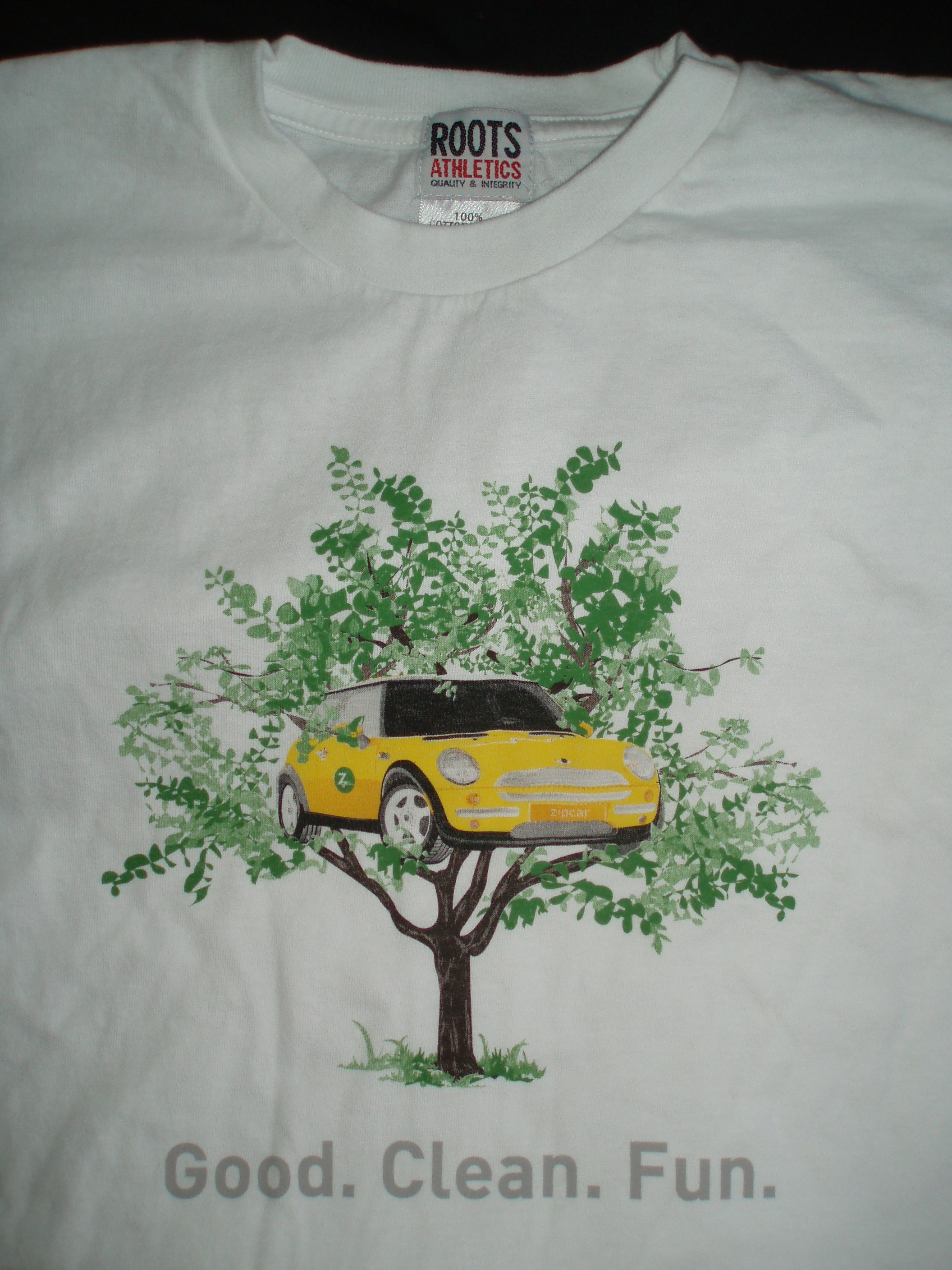
Propaganda ao carsharing como transporte sustentável.

Carro de autosserviço ou carsharing é um modelo de aluguel de veículos em que o cliente aluga o carro pela quantidade de horas utilizadas, ou seja, específico para o uso rápido. Para isso, o cliente faz um contrato a longo prazo com a empresa de carsharing, que lhe permite utilizar os carros da empresa sem intervenção de um agente da empresa. O principal objetivo desse serviço é reduzir o uso excessivo do carro, reduzindo a emissão de dióxido de carbono através do compartilhamento dos veículos, que ficam espalhados por vários pontos na cidade, normalmente, de grande afluência, em resultado da própria utilização dos Clientes nos seus trajectos.
O conceito de carsharing está diretamente relacionado a um estilo de vida, pois o usuário do serviço pode deixar de comprar um carro dados os benefícios do serviço na redução de custos em relação ao carro próprio, flexibilidade em otimização de tempo, individualidade em relação ao transporte público e táxi. Os defensores dizem que é uma opção que permite utilizar o transporte individual de forma mais racional, usando o carro apenas quando realmente é necessário. Dessa forma, o uso do carro passa a ser mais racional, sendo muitas vezes um complemento de outros transportes como a bicicleta, o ônibus e o metrô.

## Diferenças em relação ao aluguel de carro convencional
- O serviço de carsharing não funciona apenas como aluguel diário, ao contrário, destina-se ao aluguel para um trajecto especifico num curto período de tempo;
- As reservas podem ser feitas pela internet ou por telefone, evitando a burocracia de papéis, contratos e pessoas;
- A reserva, o recebimento e a devolução do veículo são feitas directamente pelo usuário no local onde o Cliente anterior deixou a viatura;
- Os veículos podem ser utilizados por horas ou mesmo minutos;
- Os usuários aderem ao serviço previamente à sua efetiva utilização;
- Os veículos são armazenados em diferentes locais da cidade;
- Os seguros, combustível e portagens estão incluídos no preço.
- A área de utilização é restrita a zona metropolitana e em algumas empresas restrito o abandono do carro em parques de aeroporto.

## Carsharing em Portugal
Em Portugal existiram várias empresas a oferecer serviço de carsharing mas acabaram extintas ou alteraram o modelo de negócio para o tradicional aluguer de carros.
Existiram as seguintes empresas:
- Mob Carsharing - desde 2009, com cerca de 11 viaturas, até 21 de Junho de 2015
- Citydrive - desde 2014, no modelo one-way, com 50 viaturas, de momento indisponível
- Bookingdrive - desde dezembro 2016[7], de momento indisponível
- Drive Now - desde setembro de 2017[8], até março de 2020[9]
- Emov - desde 2018[10], de momento indisponível
- CarAmigo - desde 2016, até alterar o modelo para aluguer tradicional  [11]
- Parpe - desde 2017 [12], de momento indisponível
- 24/7 City by Hertz - desde 2016, até alterar o modelo para aluguer tradicional[13]
- Citizenn - desde 2011, no Porto, até 2014.

## Carsharing no Brasil
No Brasil apenas uma empresa oferece o serviço de carsharing, a Zazcar, que atua na cidade de São Paulo desde julho de 2009. Atualmente conta com mais de 60 carros distribuídos em mais de 40 pontos da cidade, disponíveis para cerca de 3500 membros. A empresa foi vencedora por dois anos consecutivos (2012 e 2013) do Prêmio Consumidor Moderno, na categoria Pequenas e Médias Empresas, assim como Empresa Revelação em 2012.

## Associação Internacional de Carsharing
Em 24 de janeiro de 2011, em Washington D.C., dezoito empresas que oferecem o serviço de carsharing fundaram uma associação que define as barreiras éticas, práticas, sociais e ambientais para o serviço. Os objetivos dessa associação incluem a redução do número de carros nas ruas e estradas, consequentemente aliviando o trânsito, e o aumento das opções de transporte. Dessa forma, todas as empresas que fazem parte da associação estão orientadas a defender uma mobilidade inteligente que ajuda a reduzir o trânsito em grandes cidades, incentivando o serviço como uma opção de uma rede de transportes sustentáveis como a bicicletas e os transportes públicos.
Embora chamada internacional, apenas estão associadas empresas dos Estados Unidos e do Canadá, com duas exceções no Brasil e na Austrália. As associações nacionais e empresas de carsharing de outros países não estão representadas.

## Empresas associadas
- Austrália
  - Goget (Sydney, Melbourne, Adelaide, Brisbane)
- Brasil
  - VC DIRIGE (Rio de Janeiro)
  - Velo-City (Rio de Janeiro)
  - Moveon ( São Paulo)
  - Zazcar (São Paulo)
  - Turbi (São Paulo)
  - Veículo Compartilhado[14] (Florianópolis)
- Canadá
  - AutoShare (Toronto) 
  - The Car Co-op & The Company Car (Vancouver)
  - CarShareHFX (Halifax)
  - Communauto (Montreal) 
  - VRTUCAR (Ottawa)
- Estados Unidos
  - Buffalo CarShare (Buffalo) 
  - CarShare Vermont (Burlington)
  - City CarShare (San Francisco)
  - CityWheels (Cleveland) 
  - Community Car (Madison)
  - eGo CarShare (Denver e Boulder)
  - HOURCAR (Minneapolis/Saint Paul) 
  - I-GO Car Sharing (Chicago) 
  - Ithaca Carshare (Ithaca) 
  - PhillyCarShare (Philadelphia) 
  - Ashland CarShare (Ashland, Oregon)
- Portugal
  - Citizenn (Porto) 
  - City Drive (Lisboa)
  - Mob Carsharing (Lisboa)
  - DriveNow (Lisboa)
  - SimplyBus (Lisboa)